# اونیموشا ۲: سرنوشت یک سامورایی
اونیموشا ۲: سرنوشت یک سامورایی (به انگلیسی: Onimusha 2: Samurai's Destiny) که در ژاپن با نام 鬼武者۲، Onimusha 2 Tsū، منتشر شد، یک بازی در سبک اکشن-ماجراجویی است که توسط کپ‌کام به‌طور انحصاری برای پلی‌استیشن ۲ ساخته و در مارس ۲۰۰۲ منتشر شده است. این دومین قسمت از سری بازی‌های ویدیویی اونیموشا است. داستان در ژاپنِ قرون وسطی می‌گذرد، حول محور قهرمان جدیدی به نام جوبی یاگیو که در تلاش برای انتقام است از ارتشی شیطانی به رهبری نوبوناگا، یک جنگ سالار شوم که قبیله یاگیو را از بین برده است. جوبی در طول جست و جوی خود از میراث اصلی خود مطلع می‌شود که به او قدرت می‌دهد تا شیاطین را بکشد و با متحدان جدیدی ملاقات می‌کند که آنها نیز می‌خواهند نوبوناگا و ارتش گنما را شکست دهند.
بازی عناصر اکشن قبلی خود مانند استفاده از چندین سلاح ویژه را حفظ کرده است که با شکست دادن دشمنان می‌توان آنها را ارتقا داد. به غیر از شخصیت اصلی، بازی دارای چهار شخصیت فرعی قابل بازی است که هر کدام در بخشی از داستان سهم دارند. اقدامات بازیکن تعیین می‌کند که کدام شخصیت‌ها تصمیم می‌گیرند به جوبی در جستجویش کمک کنند. این شخصیت‌ها توسط کارکنان کپ‌کام اضافه شده‌اند تا عمق بیشتری به بازی ببخشند و حس ماجراجویی بازی را گسترش دهند.
انتشارات مربوط به بازی‌های ویدیویی عموماً اونیموشا ۲ را به دلیل حفظ عناصر اکشن از نسخه قبلی خود و افزودن عناصر جدید گیم پلی تحسین می‌کنند.

## گیم پلی
در این عنوان ایده جدیدی پیاده‌سازی شده است. در بازی شهری به نام ایماشو وجود دارد که پر از معادن طلا است. در مناطق اطراف ایماشو، با از بین بردن نیروهای گنما اغلب مقداری طلا از آنها به جا می‌ماند که می‌توان برای هدایایی به شخصیت‌های دیگر (اکی، ماگویچی، کوتارو و اویو) آن را خرج کرد. واکنش آنها به خلق و خوی آن شخص بستگی دارد. دادن یک دسته گل به اویو باعث خوشحالی او می‌شود، در حالی که دادن آن به کاراکترهای مرد به سادگی آنها را عصبانی می‌کند. هدیه دادن جوبی تعیین می‌کند که کدام جنگجو در ادامه بازی به او کمک می‌کند و به نوبه خود بر داستان تأثیر می‌گذارد زیرا در برخی از نقاط داستان، کنترل ممکن است برای مدت کوتاهی به شخصیت دیگری واگذار شود. در برخی موارد، اگر بازیکن نتواند شخصیتی را به دست آورد، آن کاراکتر از جوبی دوری می‌کند یا حتی به او خیانت می‌کند.

## تولید
اولین دنباله اونیموشا: اربابان جنگ توسط کپ‌کام در آوریل ۲۰۰۱ تأیید شد زمانی که در آمریکا منتشر شد. این اطلاعیه سریع به این دلیل انجام شد که اونیموشا ۲ در کنار اربابان جنگ توسعه پیدا کند. داستان و شخصیت‌های بازی در ژوئن همان سال فاش شد. قهرمان جوبی یاگیو از بازیگر فقید ژاپنی یوساکو ماتسودا الگوبرداری شده است. در حالی که بازی از نظر گرافیکی شبیه به نسخه قبلی خود است، مدل‌های کاراکترها واقعی تر به نظر می‌رسند و پس زمینه‌ها و انیمیشن‌های بیشتری مانند استفاده از فیلم واقعی آب برای دریاچه‌ها و رودخانه‌ها ارائه می‌شود. یکی از این صحنه‌ها که شامل بارش باران می‌شود، به عنوان ادای احترام به فیلم مورد علاقه کارکنان، هفت سامورایی، ساخته شد.

## بازخورد
| گردآورنده | امتیاز |
| --------- | ------ |
| متاکریتیک | ۸۴/۱۰۰ |

| ناشر       | امتیاز |
| ---------- | ------ |
| فامیتسو    | ۳۶/۴۰  |
| گیم رولیشن | B+     |
| گیم‌اسپات   | 7.9/10 |
| گیم‌اسپای   | 4/5    |
| آی‌جی‌ان     | 8.9/10 |
| پال‌جی‌ان    | 8/10   |

اونیموشا ۲ یک موفقیت تجاری در ژاپن بود. در آوریل ۲۰۰۲، کپ‌کام اعلام کرد که بیش از یک میلیون نسخه در ژاپن با فروشی سریع‌تر از نسخه قبلی ارسال کرده‌اند. در طول آن سال، این بازی همچنین سومین بازی پرفروش در کشور سازنده بود. تا ماه مه ۲۰۰۸، بیش از ۱٫۹ میلیون نسخه در سراسر جهان فروخته شده است. کریستین سونسون، معاون برنامه‌ریزی استراتژیک و توسعه کسب‌وکار کپ‌کام، از اونیموشا۲ و نسخه قبلی آن به عنوان یکی از موفق‌ترین عناوین آنها یاد کرد. با این حال، کارکنان خاطرنشان کردند که فروش ضعیفی در اروپا داشته‌اند. در نتیجه، آنها سعی کردند با اضافه کردن فرهنگ غربی بیشتر به کار بعدی خود، اونیموشا ۳: محاصره اهریمن، طرفداران اروپایی را جذب کنند.
قبل از انتشار، آی‌جی‌ان آن را به عنوان «بهترین بازی ماجراجویی» برای پلی‌استیشن ۲ در ای۳ معرفی کرد. اونیموشا۲ به دلیل گیم پلی و ارائه خود مورد تحسین قرار گرفت. در زمان انتشار، مجلهٔ فامیتسو به بازی امتیاز ۳۶ از ۴۰ را داد. به دلیل حفظ عناصر اکشن نسبت به نسخه قبلی خود و افزودن ارزش پخش، بازی مورد تحسین قرار گرفت، اما استفاده از دی پد به جای شوک سمت چپ جوی استیک برای کنترل جوبی موضوع انتقاد شد. جرمی جاستراب از پال‌جی‌ان سیستم هدیه جدید را به دلیل انگیزه دادن به بازیکن برای کاوش بیشتر تحسین کرد، اما چندرونت از گیم‌اسپای از اینکه روابط شخصیت‌ها تحت تأثیر هدایا و نه تصمیم‌ها قرار می‌گرفت انتقاد کرد. بازی همچنین به خاطر دوربینش که گاهی مبارزه را دشوار می‌کند مورد انتقاد قرار گرفته است. اگرچه جرمی دانهان از آی‌جی‌ان این موضوع را تأیید کرد، اما اشاره کرد که چندین پیشرفت نسبت به بازی قبل وجود دارد. دانهان آن را به‌عنوان «بزرگ‌تر، خونین‌تر و عمیق‌تر از قبل خود، اونیموشا ۲: سرنوشت سامورایی در بسیاری از سطوح، دنباله‌ای عالی است» خلاصه کرد. منتقدان همچنین تصدیق کردند که بازی علیرغم عناصر گیم پلی جدید، مدت زمان کوتاهی داشت.
در مورد نمایش، پاسخ‌ها متفاوت بوده است. گرافیک بازی به دلیل صحنه‌های جذاب و همچنین مدل‌های شخصیت مورد استقبال قرار گرفته است. گِرِگ کاساوین از گیم‌اسپات علیرغم اینکه داستان را بسیار شبیه به اربابان جنگ می‌دانست، ارائه بازی را به دلیل متعادل کردن اکشن و صحنه‌های برش تحسین می‌کند، اما از نبود صدای اصلی ژاپنی آن که بازیکنان را مجبور به گوش دادن به یک دوبله انگلیسی می‌کند که «متوسط» تلقی می‌شد، انتقاد کرد. چندرونت هم نظر با کاساوین دریافت که طرح نیز تحت تأثیر محلی سازی ضعیف فیلمنامه قرار گرفته است. در حالی که چندرونت شخصیت اویو و رابطه او با جوبی را کلیشه ای می‌دانست، او سایر شخصیت‌ها را لذت بخش تر می‌دانست. جرمی دانهان، عضو آی‌جی‌ان، جوبی را شخصیت جالب تری نسبت به سامانوسکه آکچی در اربابان جنگ بر اساس شخصیت و اکشن او توصیف کرد.
آی‌جی‌ان بعداً آن را به عنوان چهل و پنجمین بازی برتر پلی‌استیشن ۲ فهرست کرد. همچنین به عنوان یک نامزد در رده «بهترین بازی اکشن ماجراجویی» در سال ۲۰۰۲ گیم‌اسپات فهرست شده است. گیمزریدار از اونیموشا ۲ به عنوان یکی از عناوینی که می‌خواهند در یک مجموعه اچ‌دی منتشر شود نام برده است.